# Drenje (Słowenia)
Drenje – wieś w Słowenii, w gminie Dolenjske Toplice. W 2018 roku liczyła 59 mieszkańców.